# Клінтон (Коннектикут)
Клінтон (англ. Clinton) — місто (англ. town) в США, в окрузі Міддлсекс штату Коннектикут. Населення — 13 185 осіб (2020).

## Демографія
Згідно з переписом 2010 року, у місті мешкало 13 260 осіб у 5303 домогосподарствах у складі 3650 родин. Було 6065 помешкань
Расовий склад населення:
| - 94,7 % — білих - 1,8 % — азіатів - 0,6 % — чорних або афроамериканців - 0,2 % — корінних американців - 0,1 % — вихідців з тихоокеанських островів - 1,3 % — осіб інших рас |

До двох чи більше рас належало 1,4 %. Частка іспаномовних становила 5,0 % від усіх жителів.
За віковим діапазоном населення розподілялося таким чином: 21,8 % — особи молодші 18 років, 63,0 % — особи у віці 18—64 років, 15,2 % — особи у віці 65 років та старші. Медіана віку мешканця становила 43,9 року. На 100 осіб жіночої статі у місті припадало 94,7 чоловіків;  на 100 жінок у віці від 18 років та старших — 91,6 чоловіків також старших 18 років.
Середній дохід на одне домашнє господарство  становив 95 060 доларів США (медіана — 76 509), а середній дохід на одну сім'ю — 107 666 доларів (медіана — 89 967). Медіана доходів становила 61 035 доларів для чоловіків та 59 025 доларів для жінок. За межею бідності перебувало 8,5 % осіб, у тому числі 9,2 % дітей у віці до 18 років та 5,0 % осіб у віці 65 років та старших.
Цивільне працевлаштоване населення становило 6938 осіб. Основні галузі зайнятості: освіта, охорона здоров'я та соціальна допомога — 26,1 %, виробництво — 13,2 %, мистецтво, розваги та відпочинок — 11,0 %, науковці, спеціалісти, менеджери — 10,7 %.